# Villejuif
Villejuif (wymowaⓘ) – miejscowość i gmina we Francji, w regionie Île-de-France, w departamencie Dolina Marny.
Według danych na rok 1990 gminę zamieszkiwało 48 405 osób, a gęstość zaludnienia wynosiła 9065 osób/km² (wśród 1287 gmin regionu Île-de-France Villejuif plasuje się na 29. miejscu pod względem liczby ludności, natomiast pod względem powierzchni na miejscu 653.).

## Edukacja
- École pour l'informatique et les techniques avancées

Położenie Villejuif w ramach aglomeracji paryskiej

- Sup'Biotech

## Współpraca międzynarodowa
- Dunaújváros, Węgry
- Mirandola, Włochy
- Neubrandenburg, Niemcy
- Vila Franca de Xira, Portugalia
- Jamboł, Bułgaria